# Byron B. McCulloh
Byron B. McCulloh (Oklahoma City, 1 maart 1927 – Pittsburgh, 15 maart 2001) was een Amerikaans componist, muziekpedagoog en trombonist.

## Levensloop
McCulloh kreeg zijn eerste tromboneles van zijn oudere broer. Later studeerde hij muziektheorie, trombone bij Emory Brace Remington en compositie aan de bekende Eastman School of Music van de University of Rochester in Rochester en behaalde zijn Bachelor of Music in 1949. In 1951 behaalde hij zijn Master of Music. 
Als trombonist werkte hij in het Oklahoma City Symphony Orchestra in de jaren 1951 en 1952. Vervolgens wisselde hij tot het Saint Louis Symphony Orchestra en bleef daar tot 1956. Vanaf 1956 werkte hij als trombonist in het Pittsburgh Symphony Orchestra en bleef er 37 jaar. Tegelijkertijd was hij vanaf 1969 docent en instructeur voor trombone aan zowel de Carnegie Mellon University in Pittsburgh alsook aan zijn Alma Mater, de Eastman School of Music in Rochester (New York). Van 1959 tot 1969 was hij samen met zijn echtgenote Natalie lid van het Symfonieorkest in Chautauqua, omdat zij daar eigenaar waren van een vakantiehuis. 
Als componist schreef hij werken voor verschillende genres.

## Composities

### Werken voor orkest
- 1949 Concert nr. 1, voor trombone en orkest - première: januari 1950 door het Eastman-Rochester Symphony Orchestra o.l.v. Howard Hansson met de componist als solist op trombone
- 1957 Two Pieces for Orchestra
- 1973 Symphony Concertante, voor pauken en orkest
- 1974 Concertino, voor grote trombone en klein orkest
  1. Prologos
  2. Parodos
  3. Aria (quasi duo)
  4. Katharsis
- 1975 Symfonie nr. 1, voor orkest - gecomponeerd ter gelegenheid van het 50 verjaardag van de reorganisatie van het Pittsburgh Symphony Orchestra
- Concert, voor cello en orkest
- Concert, voor trompet en orkest

### Werken voor harmonieorkest en koperensemble
- 1974 Sinfonia, voor 3 trompetten, 4 hoorns, 3 trombones, tuba en 3 slagwerkers
- 1978 Monographs
- 1978 Suite for Double Brass Choir
- 1980 Concertino nr. 2 - Il pomo della discordia, voor grote trombone en klein harmonieorkest 
  1. Adagio
  2. Allegro
- 1981 Concert nr. 2, voor trombone en harmonieorkest
- 1994 The Brass Menagerie, voor koperensemble en slagwerk

### Vocale muziek

#### Liederen
- 1976 Six Songs on Poems by Ric Masten
- Two Songs of Summer, voor sopraan en piano

### Kamermuziek
- 1973 Protagony, voor trombone, slagwerk en piano
- 1977 Lament, voor dwarsfluit, marimba en harp
- 1978 Dreamstreams, voor dwarsfluit en piano
- 1978 Levitation, voor dwarsfluit en piano (of slagwerk en contrabas)
- 1978 Strijkkwartet nr. 2
- 1978 Triptych, voor drie trombones
  1. Fanfare
  2. LaCrimosa
  3. Exhortation!
- 1980 Fanfare, voor trompet, trombone en bastrombone
- 1980 Slide show : seven brief obliquities, voor twee trombones
- 1982 The Brass Larynx - Poems, voor trombone en strijkkwartet (of piano) - opgedragen aan zijn mentor Emory Brace Remington
- 1982 Chorale prelude on "Joy to the world", voor twee trompetten, hoorn, trombone en tuba
- Bravo, voor drie trombones
- Coronary Trombosis, voor zes trombones
- Strijkkwartet nr. 1
- Two songs of summer, voor pianotrio

### Werken voor piano
- 1980 Spectra